# Recteur (clergé)
Pour les articles homonymes, voir Recteur.
Le titre de recteur est donné à certains membres du clergé de différentes religions, telles que le catholicisme, l'anglicanisme, l'orthodoxie et l'islam.

## Catholicisme
Dans la religion catholique, un recteur est un clerc qui a la responsabilité d'une basilique comme la basilique du Sacré-Cœur de Montmartre, de sanctuaires comme les sanctuaires de Lourdes, d'une cathédrale importante comme Notre-Dame de Paris ou encore d'un établissement d'enseignement.
Dans certaines régions, notamment en Bretagne, c'est le titre usuel donné au curé d'une paroisse. « En français, on dit « Monsieur le curé », qui vient du latin curatus animarum : « chargé des âmes » des paroissiens) (…) , il doit en prendre grand soin, en avoir « cure ». Mais en français de Bretagne on utilisait un mot plus ancien et plus respectable : « Monsieur le recteur », chargé de la « direction » de la paroisse, garant de la « rectitude » des conduites et des pensées des paroissiens. En breton, le respect pour son autorité était encore plus net : on disait an aotrou person (…), mot-à-mot le « seigneur personnage ». Les recteurs bretons se comportaient effectivement en maîtres de leur paroisse ». 
Le recteur peut également être un laïc (plus souvent appelé prieur) responsable d'une confrérie.

## Anglicanisme
- En Angleterre, le recteur est le titulaire de droit de la dîme attachée à une paroisse.

## Orthodoxie
- Le terme de recteur est parfois employé dans l'orthodoxie pour désigner le prêtre en charge d'une paroisse[3],[4].

## Islam
- Dans la religion musulmane, le recteur dirige une mosquée.